# Ontologisch maximalisme
In de filosofie is het ontologische maximalisme een voorkeur voor een zo groot mogelijk universum, dat wil zeggen dat alles dat kan bestaan ook daadwerkelijk bestaat.